# 慕思成
慕思成（1954年11月30日—），台灣資深動作片演員，祖籍山東荣成，生於韓國首爾，為韓國華僑，1980年與導演鮑學禮自英屬香港來台發展，早期曾用藝名高強。1981年以《名劍風流》入圍第18屆金馬獎最佳男配角獎，曾與其弟創立"慕威電影公司"。在七八零年代活躍於武俠片及社會寫實片(黑道片)，其中又以1986年拍攝的《陳益興老師》於劇中扮演的陳益興帶學生郊遊慘遭大群虎頭蜂圍螫的特技畫面最令觀眾印象深刻。
慕思成最難忘與白景瑞導演何做的金大班最後一夜、與女角也是好友的姚瑋戲中是一對情侶、戲外也是好友、合作非常愉快。
1987年在電視劇《一代歌后》飾演周璇第一任丈夫嚴華，與飾演周璇的潘迎紫也有精湛的表現。近年來從事片商工作，較少參與演出。代表作是中央電影公司王童導演的電影《苦戀》。
曾以名劍風流一片入圍金馬獎最佳男配角。
1988年参與製作人周遊，在大陸吉林拍攝的雪山飛狐飾演苗人鳳，此角色在當時的大陸吉林大受歡迎。
此戲也是臺灣到大陸合拍的第一部連續劇。直至2017年苗人鳳等還受湖南衛視邀請上特別節目。

## 電影
- 黄砂尘（1973）
- 卖命（1973）
- 七省拳王（1973）
- 大追踪（1974）
- 灵魔（1975）
- 金三角龙虎门（1975）
- 驱魔女（1975）
- 脂粉大煞星（1975）
- 酒吧女郎（1975）
- 少林门（1976）
- 七情六欲（1976）
- 狱女集中营（1976）
- 北少林（1976）
- 刺纹（1976）
- 阴阳血滴子（1977）
- 拳精（1978）
- 飞渡卷云山（1978）
- 英雄有泪（1978）
- 点止功夫咁简单〔一招半式闯江湖〕（1978）
- 血肉磨坊（1979）
- 龙拳（1979）
- 小李飞刀（1979）
- 断剑无情（1979）
- 古宁头大战（1980）
- 快乐英雄（1980）
- 八绝（1980）
- 金剑（1980）
- 风流残剑血无痕（1980）
- 苦海女神龙（1981）
- 名剑风流（1981）
- 功夫皇帝（1981）
- 女性的复仇（1981）
- 二等兵续集（1981）
- 护花铃（1981）
- 刺客列传（1981）
- 苦恋（1982）
- 魔体怪谭（1982）
- 黑鹰的古刀（1982）
- 精变（1982）
- 小刀会（1982）
- 中国法术（1983）
- 黑白珠（1983）
- 天下第一（1983）
- 金大班的最后一夜（1984）
- 洪队长（1984）
- 战争前夕（1984）
- 圣战千秋（1984）
- 傻男美女摆乌龙（1985）
- 中国邪术〔符法奇兵斗魔女〕（1985）
- 大情人与小跟班（1985）
- 一个女大学生的日记（1986）
- 陈益兴老师（1986）
- 八二三炮战（1986）
- 宵待草（1987）
- 六祖惠能传（1987）
- 花娘（1988）
- 午夜场（1988）
- 靓女出征（1989）
- 猎鹰（1989）
- 生死江湖（1989）
- 黑蝴蝶（1990）
- 阿呆（1992）
- 关东太阳会（1993）
- 还乡（不詳）
- 江湖煞星（不詳）
- 广州大风暴（不詳）

## 電視劇
- 玉佛心灯（1985）
- 一代歌后（1987）
- 圆环兄弟情（1987）
- 雪山飞狐（1991）
- 心有千万结（不詳）

## 參與製作的影視作品
- 第二死罪（1989）
- 猎鹰（1989）
- 黑蝴蝶（1990）
- 关东太阳会（1993）ㄧ

## 外部連結
- 高強在互联网电影资料库（IMDb）上的資料（英文）
- 高強在香港影庫上的簡介